# System prawa

Mapa systemów prawa państw świata

System prawa (system prawny) – termin posiadający dwa podstawowe znaczenia z zakresu teorii prawa.
Po pierwsze przez system prawny możemy rozumieć uporządkowany zbiór norm prawnych.
Po drugie przez system prawny można rozumieć pewien typ/rodzaj prawa (porządku prawnego) czy nawet kultury prawnej. 
System prawa w znaczeniu pierwszym obejmuje: systemy prawa poszczególnych państw oraz systemy prawa poszczególnych gałęzi prawa, jak np. system prawa cywilnego czy system prawa karnego. W przypadku tych ostatnich mówi się też o subsystemach (podsystemach) prawa. O takim systemie i jego podsystemach mówi się, że są one konkretne, ponieważ wchodzące w ich skład normy prawne obowiązują dane podmioty, w danym czasie i w danym miejscu.   
W znaczeniu drugim mówi się na przykład o systemie prawnym typu civil law (prawa kontynentalnego, romańsko-germańskiego, ustawowego, stanowionego), dla określenia głównie prawa (porządków prawnych, kultury prawnej) krajów Europy Kontynentalnej i większości krajów Ameryki Południowej, oraz o systemie prawnym typu common law (prawa anglosaskiego), który ma być charakterystyczny przede wszystkim dla Zjednoczonego Królestwa Wielkiej Brytanii i Irlandii Północnej (z uwzględnieniem jednak specyfiki Szkocji, Irlandii, Stanów Zjednoczonych Ameryki (z wyjątkiem stanu Luizjana i terytorium Portoryko), Izraela, Kanady (z wyjątkiem prowincji Quebec), Nowej Zelandii, Australii, Filipin, Singapuru, Ghany, Afryki Południowej (choć przy znacznym wpływie holenderskim), Malezji, Bermudów, Egiptu oraz innych byłych brytyjskich kolonii. W takim też znaczeniu wyróżnia się skandynawskie systemy prawne, które plasują się gdzieś pomiędzy systemem prawnym typu common i civil law, będąc nieco bliżej tego ostatniego, i występują w Norwegii, Szwecji, Finlandii i Danii – a wraz z Islandią tworzą szerszą od nich rodzinę nordyckich systemów prawnych. Ponadto w tym znaczeniu wyszczególnia się także systemy prawne Dalekiego Wschodu (Chińskiej Republiki Ludowej, Tajwanu, Japonii, Korei Południowej), system prawa hinduskiego, system prawa Islamu, system kapitalistyczny i system socjalistyczny (komunistyczny).

## Cechy systemu prawa w znaczeniu pierwszym
- hierarchiczne uporządkowanie - wchodzenie w jego skład norm różnego rzędu
- wewnętrzna bezsprzeczność - brak sprzeczności między wchodzącymi w jego skład normami prawnymi
- zupełność - brak luk extra legem[5]

## Charakterystyka systemu prawnego w znaczeniu drugim
Systemem źródeł prawa nazywane są charakterystyczne formy działalności prawotwórczej w systemie prawnym danego państwa [potrzebny przypis]. W zależności od tego, jakiego rodzaju fakty prawotwórcze tworzy się głównie w danym systemie prawnym, wyróżnia się systemy prawa stanowionego, zwane inaczej także systemami prawa ustawowego (civil law) lub kontynentalnego, powstające w głównej mierze w drodze stanowienia norm przez ustawodawcę, oraz systemy prawa (common law), powstające głównie w drodze wydawania wyroków sądowych, tzw. precedensów.
|                        | Common law | System prawa kontynentalnego |
| pochodzenie            | Początki w XIII wieku w Anglii. Rozwinął się w obecnej rygorystycznej postaci w wiekach XIX-XX                                            | Opiera się na prawie rzymskim, spisywanym przez glosatorów, w Europie nowożytnej od czasów wielkich kodyfikacji |
| źródła prawa           | wyrok sądowy oficjalnym źródłem prawa | wyrok sądowy nieoficjalnym źródłem prawa |
| źródła prawa           | precedensy prawnie wiążące (de iure) | precedensy prawnie niewiążące (de facto) |
| źródła prawa           | prawo stanowione jest najwyższym źródłem prawa (bowiem może uchylić precedens, precedens nie może uchylić ustawy) – zasada prymatu ustawy | prawo stanowione stoi wyżej od tradycyjnego precedensu z common law, jednak precedens interpretujący ustawę traktowany jest od chwili jego ustanowienia jako część ustawy                                                                                            |
| źródła prawa           | występowanie zasady stare decisis | brak zasady stare decisis z pewnymi nielicznymi wyjątkami |
| źródła prawa           | prawo częściowo skodyfikowane a częściowo case-law                                                                                        | prawo w całości skodyfikowane (kodeksy i inne akty prawa stanowionego) |
| podział prawa          | brak wyraźnego podziału na prawo publiczne i prywatne                                                                                     | rozdział prawa publicznego i prywatnego |
| podział prawa          | jednolita konstrukcja systemu sądowego: brak sądów administracyjnych i karnych                                                            | w sądach istnieją wydziały karne i cywilne, istnieją również sądy administracyjne i konstytucyjne (system sądowy nie jest jednolity) |
| podział prawa          | podział na common law i equity | podział podstawowy na prawo cywilne i prawo karne i publiczne (administracyjne) |
| rola sędziów           | rozstrzyganie spraw (adjudykacja) oraz oficjalne tworzenie prawa                                                                          | rozstrzyganie spraw |
| rola sędziów           | oficjalne tworzenie prawa (precedens w sprawach jeszcze nierozpoznanych oraz overruling)                                                  | nieoficjalne tworzenie prawa (precedensy de facto - wpływające faktycznie ale formalnie niewiążące, milczące odstępowanie od poprzednich propozycji sądowej wykładni prawa)                                                                                          |
| rola sędziów           | wykładnia i interpretacja prawa, wnioskowanie per analogiam (sprawy podobne) i dedukcja z reguł precedensowych                            | wykładnia i interpretacja prawa, wnioskowanie dedukcyjne, subsumpcja, argumenty z konsekwencji, rzadkie korzystanie z analogii, gdy można zastosować wykładnie rozszerzającą (interpretatio extensiva) – wolności i uprawnienia, w myśl zasady in dubio pro liberate |
| rola sędziów           | wydawanie wyroków, tworzenie precedensów (nie każdy wyrok jest precedensem)                                                               | wydawanie wyroków, określanie kar i odszkodowań |
| rola sędziów           | judicial review (ocena zgodności prawa z Konstytucją)                                                                                     | oceny zgodności z Konstytucją dokonuje najczęściej specjalnie w tym celu powołany organ - Trybunał Konstytucyjny |
| rola sędziów           | mała rola doktryny w orzecznictwie | większa rola doktryny w orzecznictwie |
| norma prawna           | norma prawna precedensu | norma prawna kodeksowa |
| norma prawna           | ratio decidendi | norma generalna, trzy- lub dwuczłonowa jako podstawa systemu |
| norma prawna           | wyrok sądu pozwala zbudować ratio decidendi                                                                                               | wyrok sądu pozwala zbudować tezę wyroku |
| rola ławy przysięgłych | występowanie ławy przysięgłych (jury) | występowanie ławników (razem z sędzią decydują o wyroku) |
| rola ławy przysięgłych | znaczący udział czynnika społecznego w systemie (np. Konstytucja Stanów Zjednoczonych gwarantuje prawo do procesu z udziałem jury)        | znikomy udział czynnika społecznego w systemie (biorą udział w sprawach rodzinnych i pracowniczych) |
| rola ławy przysięgłych | wyrok w procesie karnym: ława orzeka o winie, sędzia o karze                                                                              | wyrok w procesie karnym: sędzia orzeka o winie i karze |
| rola ławy przysięgłych | wyrok w procesie cywilnym: ława orzeka o tym, kto ma rację i o odszkodowaniu, sędzia ewentualnie może zmniejszyć jego wysokość            | wyrok w procesie cywilnym: sędziowie orzekają samodzielnie ew. w niektórych sprawach z ławnikami |

## System prawa zwyczajowego
System prawa zwyczajowego opiera się na zwyczaju – niepisanych regułach, obowiązujących na określonym terytorium określoną grupę ludzi przez określony czas. Zwyczaj może przekształcić się w prawo zwyczajowe, gdy zostaną spełnione dwa kryteria:
- zwyczaj przerodzi się w pewną ustaloną, jednolicie wykonywaną i trwałą praktykę (frequens usus) postępowania w określonej sytuacji;
- praktyce tej będzie towarzyszyło przekonanie o mocy prawnej (opinio iuris sive necessitatis) – powszechne przekonanie społeczeństwa o prawnie wiążącym charakterze normy zwyczajowej.